# ヤシオウム
ヤシオウム（椰子鸚鵡、学名：Probosciger aterrimus）は、オウム目オウム科に分類される鳥類の一種。
ヤシオウム属に分類される唯一の鳥である。

## 形態
全長55～60cm。頬は赤く、それ以外の全身が黒い。頬は羽毛の無い裸域となっており、警戒や興奮によって色が濃くなる。後ろにカーブした冠羽がある。嘴は大きく鉤型をしている。雌雄の外見は似ている。

## 分布
パプアニューギニア及びオーストラリアのヨーク岬半島に生息する。

## 生態
種子や果実を食べる。顎の筋肉と嘴のおかげで強力な力を加えられ、堅い果実や種子をつぶしたり割ったりすることができる。

## 種の保全状態評価
- LEAST CONCERN (IUCN Red List Ver. 3.1 (2001))